# Herman (hrabstwo Dodge)
Herman – miasto w Stanach Zjednoczonych, w stanie Arkansas, w hrabstwie Dodge.